# Actia rejecta
Actia rejecta là một loài ruồi trong họ Tachinidae.